# Crna Bara, Banatul de Nord

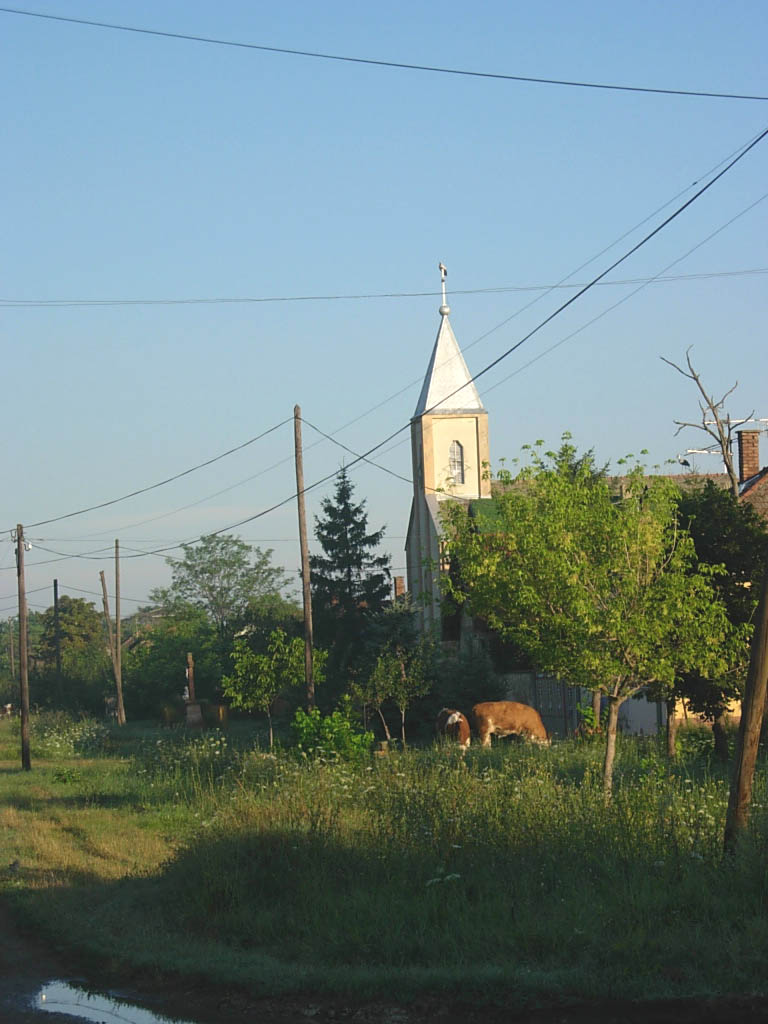
Biserica romano-catolicǎ Sf. Vendelin

Crna Bara (în sârbă Црна Бара, în maghiară Feketetó, în germană Tschernabara) este o localitate în Districtul Banatul de Nord, Voivodina, Serbia.
Satul avea în anul 2002 o populație de 568 locuitori, între care 267 de etnie maghiară și 235 de etnie sârbă. Situația demografică detaliată pentru anul 2002 este următoarea:

## Personalități
- Szilárd Bogdánffy (n. 21 februarie 1911 - d. 3 octombrie 1953), episcop auxiliar romano-catolic de Satu Mare și Oradea (1949 - 1953), s-a născut în această localitate.